# Fryerius madecassa
Fryerius madecassa är en insektsart som först beskrevs av Henri Saussure 1878.  Fryerius madecassa ingår i släktet Fryerius och familjen syrsor. Inga underarter finns listade i Catalogue of Life.